# Copris megaceratoides
Copris megaceratoides är en skalbaggsart som beskrevs av Waterhouse 1891. Copris megaceratoides ingår i släktet Copris och familjen bladhorningar. Inga underarter finns listade i Catalogue of Life.